# Sacoglottis holdridgei
Sacoglottis holdridgei är en tvåhjärtbladig växtart som beskrevs av José Cuatrecasas. Sacoglottis holdridgei ingår i släktet Sacoglottis och familjen Humiriaceae. Inga underarter finns listade i Catalogue of Life.